# Rajasansi

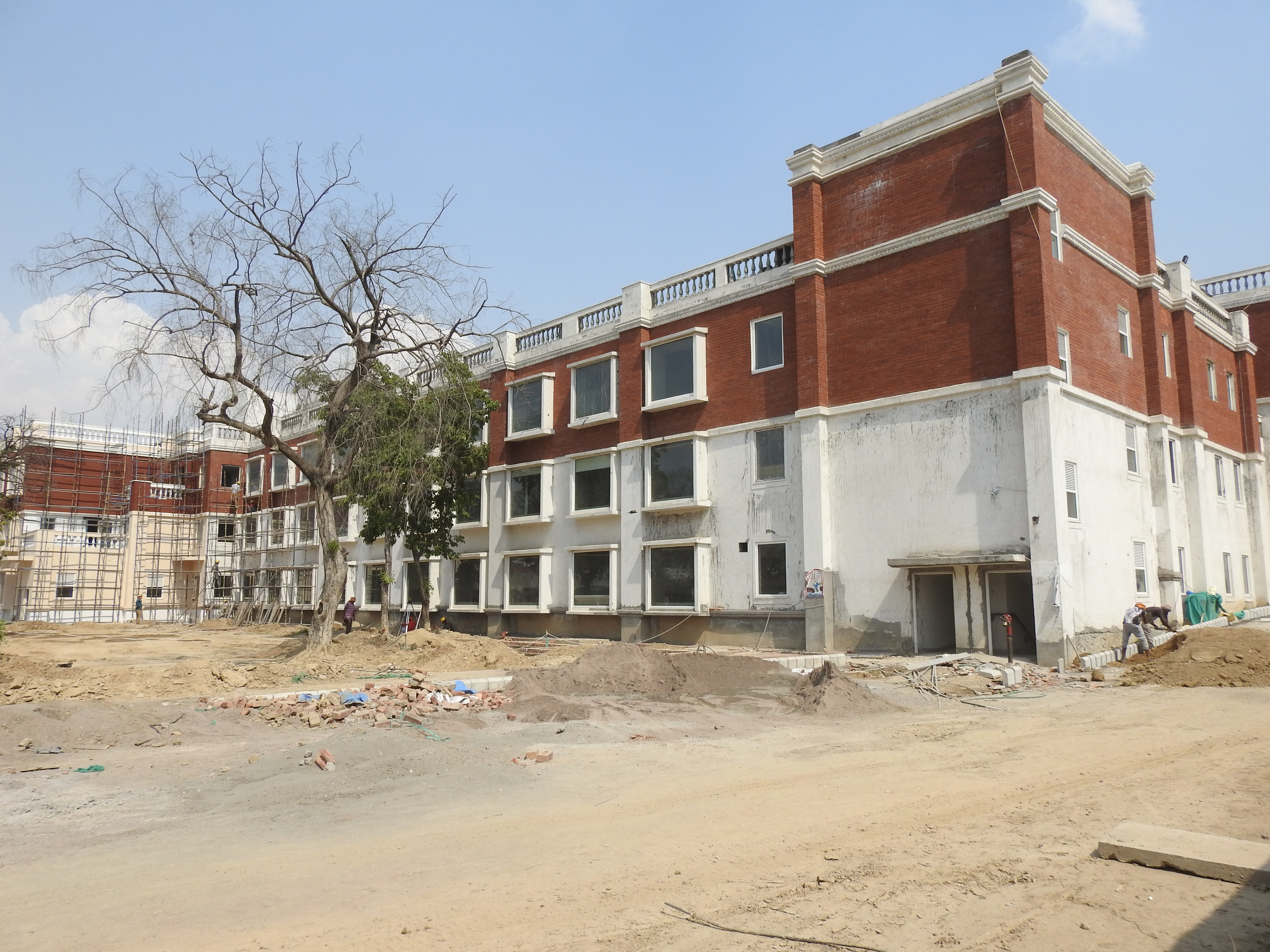
Sandhanwalia Haveli ,Rajasansi

Rajasansi é uma cidade e uma nagar panchayat no distrito de Amritsar, no estado indiano de Punjab.
Vários historiadores associam esta vila como a vila nativa de Ranjit Singh, que é considerado descendente do [[Bhati] Rajput de Jaisalmer, que mais tarde fundou a Sukerchakia Misl na vila de Sukerchak e que foi reassentada na vila de Sandhowalia antes que finalmente um de seus ramos chegasse a Rajasansi para residir onde seus descendentes ainda vivem com o nome de clã Sandhowalia.

## Demografia
Segundo o censo de 2001, Rajasansi tinha uma população de 12,131 habitantes. Os indivíduos do sexo masculino constituem 54% da população e os do sexo feminino 46%. Rajasansi tem uma taxa de literacia de 54%, inferior à média nacional de 59.5%: a literacia no sexo masculino é de 58% e no sexo feminino é de 51%. Em Rajasansi, 13% da população está abaixo dos 6 anos de idade.